# Prasinohaema prehensicauda
Prasinohaema prehensicauda (чіпкий зелений деревний сцинк) — вид сцинкоподібних ящірок родини сцинкових (Scincidae). Ендемік Папуа Нової Гвінеї.

## Поширення і екологія
Чіпкі зелені деревні сцинки мешкають в горах Центрального хребта на сході Нової Гвінеї. Вони живуть в гірських тропічних лісах, на висоті від 1500 до 2438 м над рівнем моря.